# Bambolinetta lignitifila
Bambolinetta lignitifila är en utdöd fågel i familjen änder inom ordningen andfåglar. Den beskrevs 1884 utifrån fossila lämningar från miocen funna i Italien.